# Core-Catcher

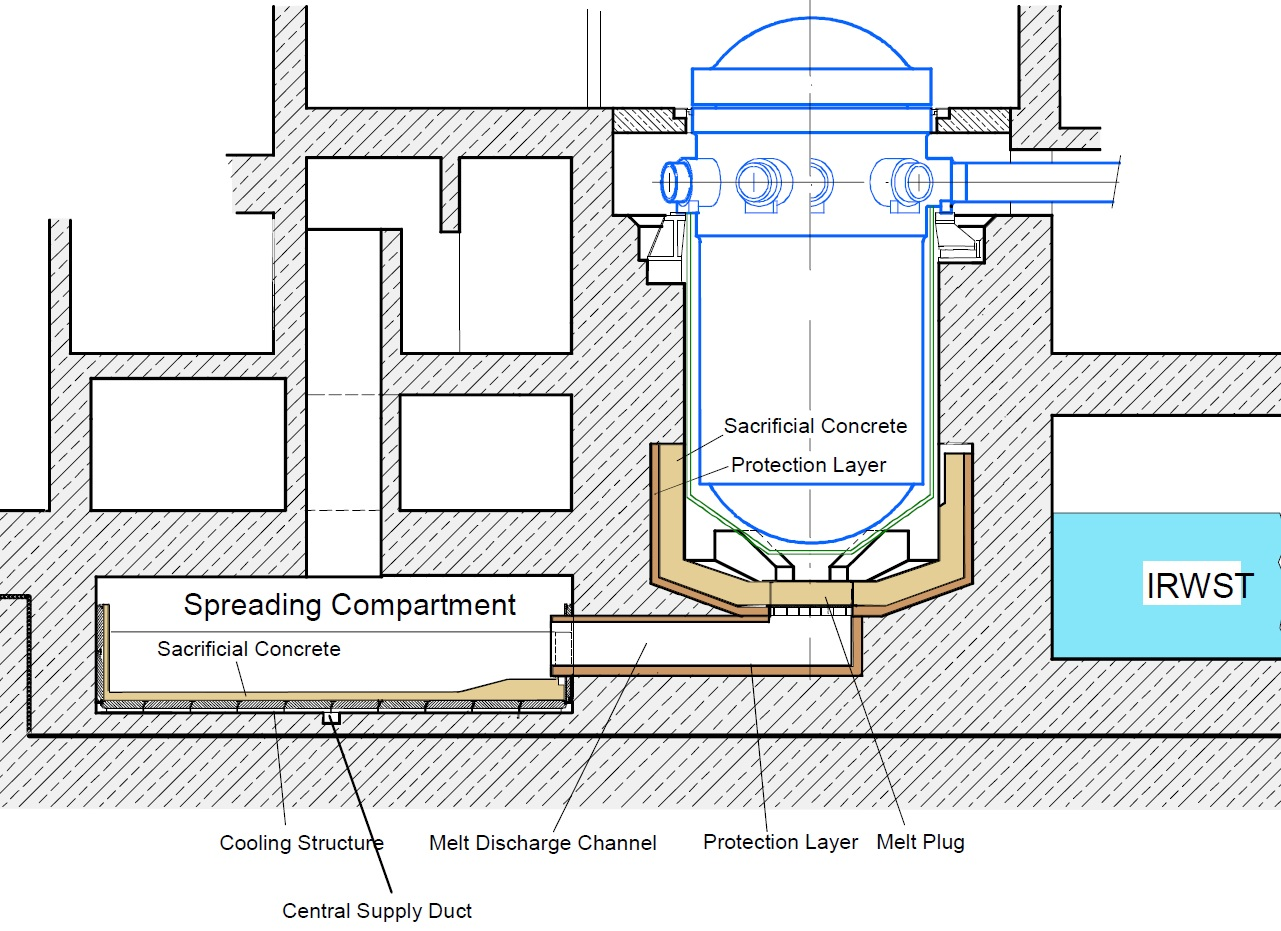
Schema des Core-Catchers bei einem EPR

Ein Core-Catcher oder Kernfänger ist eine Vorrichtung, um schmelzendes Kernmaterial (Corium) bei einer Kernschmelze in einem Kernreaktor dauerhaft aufzufangen und zu kühlen. Durch ihn soll das Durchschmelzen des Coriums nach unten durch den Sicherheitsbehälter (Containment) und die Fundamentplatte des Reaktorgebäudes und damit eine Kontamination des Grundwassers verhindert werden. Er besteht aus einer speziellen Beton-Keramik-Mischung und einer speziellen Konstruktion zum Kühlen des Kernmaterials mit Wasser. Hohe Hitzebeständigkeit (>2500 Grad Celsius Coriumtemperatur möglich) ist Konstruktionsziel. Mögliche Alternativmaterialien mit höchstem Schmelz- bzw. Sublimationspunkt (bspw. Kohlenstoff, mit 3642 Grad Celsius) sind denkbar. Weitere Modifikationen sind erwünscht, hinsichtlich der notwendigen Corium-Entsorgung.
Eingesetzt werden Core-Catcher unter anderem bei den Reaktoren vom Typ EPR, Schneller Natriumgekühlter Reaktor 300 (SNR-300) und dem Wasser-Wasser-Energie-Reaktor 1000/428 (WWER-1000/428). Des Weiteren soll es im Siedewasserreaktor KERENA (früher SWR-1000) und dem Druckwasserreaktor ATMEA1 verwendet werden. Der Core-Catcher des EPR hat beispielsweise eine Ausbreitungsfläche von 170 m² und ein Gewicht von 500 t.
In Kernkraftwerken des Typs AES-91 von Atomstroiexport, mit Reaktoren des Typs WWER-1000/428, werden erstmals standardmäßig Core-Catcher eingesetzt, die sich aber nur direkt unter dem Reaktorbehälter befinden, d. h. keine Ausbreitung und damit bessere Kühlung der Schmelzemasse erlauben. Damit waren die beiden Reaktoren des chinesischen Kernkraftwerks Tianwan Anfang 2011 die weltweit einzigen aktiven Reaktoren mit einer derartigen Vorrichtung.